# 張登傑
張登傑，順天大興（今北京直轄市東城區）人，清朝政治人物、進士出身。
康熙三十九年，登進士，授禮部郎中。雍正二年，升任浙江道監察御史，協理山東道事。